# Johan Van den Driessche
Pour les articles homonymes, voir Van den Driessche et Driessche.
Johan Van den Driessche, né le 16 juin 1953 à Berchem-Sainte-Agathe et mort le 1er février 2025 à La Panne, est un homme politique belge flamand, membre de la N-VA.
Licencié en sciences commerciales et financières (Vlekho) et en sciences fiscales (EHSAL), il est administrateur de sociétés. Il appartient au 
N-VA,.
Il met fin à sa carrière politique en 2018.

## Carrière politique
- Conseiller communal de la ville de Bruxelles
- 2014-2018 : député bruxellois